# Atari Falcon
Az Atari Falcon (teljes nevén Atari Falcon 030) az Atari Corporation 1992-ben bemutatott és egyben utolsó személyi számítógépe. Az Atari ST sorozat csúcsmodellje, Motorola 68030 processzorral szerelve, valamint ami megkülönbözteti a korszak legtöbb mikroszámítógépétől, hogy egy Motorola 56000 digitális jelprocesszort is tartalmaz. Rendelkezik továbbá egy új VIDEL elnevezésű programozható grafikus rendszerrel, amely nagymértékben javítja a grafikus képességeit.

## Története
A gép prototípusa FX-1 néven már 1992 elején több példányban eljutott európai fejlesztőkhöz. Néhány gép címkéjén szerepelt még a „Sparrow” kódnév is. A gép első hivatalos változatát 1992 augusztusában már Falcon 030 néven mutatták be a düsseldorfi Atari kiállításon.